# Paul Truniger
Paul Robert Truniger (* 27. Januar 1878 in Wil SG; † 22. März 1946 ebenda) war ein Schweizer Architekt, Politiker Oberst.

## Leben
Truniger wurde 1878 als Sohn des Kreiskommandanten und Stadtammann Joseph Pancratius Truniger geboren. Er besuchte zuerst das Technikum Winterthur (heute Teil der Zürcher Hochschule für Angewandte Wissenschaften) und dann die Kantonsschule in St. Gallen, studierte schliesslich Architektur an der ETH Zürich, war anschliessend vor allem in seiner Heimatstadt Wil als Architekt aktiv. So entwarf er beispielsweise das Alleeschulhaus, das Haus zum Jupiter für den Fotografen Hermann Tschopp, die Traktorenfabrik für die Firma Hürlimann, sowie diverse Wohnhäuser im Wiler Westquartier. In Zürich plante er 1936 das Malz- und Kohlesilo der Löwenbräu. Beim Berufsverband SIA war Truniger ebenfalls aktiv. So war er von 1937 bis 1939 im dortigen Zentralvorstand und von 1931 bis 1939 in der Wettbewerbskommission.
Auch politisch war Truniger aktiv. Als Mitglied der FDP war er von 1912 bis 1945 Mitglied im Grossen Rat des Kantons St. Gallen (heute: Kantonsrat) und präsidierte diesen im Jahr 1933. Lokalpolitisch war Truniger im Ortsschulrat und später Präsident des Bezirksschulrats. 1916 war ein Protest Paul Truniger im Schulrat über die Rechnung der Schulgemeinde Auslöser für die sogenannte «Affäre Schmid», die in Wil hohe Wellen warf. Der Chronist Karl J. Ehrat charakterisierte Truniger als «ein etwas gefürchteter Herr Inspektor in Kreisen, die ihn weniger gut kannten.» Ausserdem engagierte sich Truniger für das Ortsmuseum, und für die Theatergesellschaft (heute: Musiktheater Wil), wo er von 1914 bis zu seinem Tod Präsident war. Er war Initiant für die Badi Weierwiese und war aktives Mitglied im Turn- und Schützenverein. Bei ersterem war er 50 Jahre lang Mitglied, 20 Jahre davon als Präsident und zuletzt Ehrenmitglied. 1938 wurden Truniger und seine Frau zu seinem 60. Geburtstag von der Ortsbürgergemeinde zu Ehrenbürgern ernannt.
In der Armee war er Oberst, einen Grad, den er auch im zivilen Leben gerne vor seinen Namen setzte. Zuletzt kommandierte er bis 1932 die Brigade 16.
Er war mit Maria Barbara Truniger (geb. Senn) verheiratet und starb 1946 im Alter von 68 Jahren an einem Herzinfarkt.